# Linn Run State Park Family Cabin District
Le Linn Run State Park Family Cabin District est un district historique dans le comté de Westmoreland, en Pennsylvanie, aux États-Unis. Situé au sein du parc d'État Linn Run, ce district emploie le style rustique du National Park Service. Il est inscrit au Registre national des lieux historiques depuis le 12 février 1987.